# 世田谷区立緑丘中学校
世田谷区立緑丘中学校（せたがやくりつみどりがおかちゅうがっこう）は、東京都世田谷区桜上水三丁目にある区立中学校。略称は「緑中（みどりちゅう・りょくちゅう）」。

## 沿革
- 1947年（昭和22年）5月 - 上北沢中学校として、上北沢小学校内に開校。
- 1949年（昭和24年）5月 - 現在地に校舎新築・移転。
- 1950年（昭和25年）5月 - 緑丘中学校と改称。校歌を制定。
- 1952年（昭和27年）5月 - 新制中学校五周年記念式典挙行。
- 1954年（昭和29年）6月 - 校地大拡張。
- 1957年（昭和32年）10月 - 創立十周年記念式典挙行。
- 1960年（昭和35年）5月 - 体育館落成。
- 1963年（昭和38年）4月 - プール落成。
- 1968年（昭和43年）3月 - 改築鉄筋四階八教室落成。
- 1974年（昭和49年）3月 - 体育館改築落成。
- 1975年（昭和50年）8月 - 木造校舎取り壊し及び校庭整地完了。
- 1977年（昭和52年）5月 - 創立三十周年記念式典挙行。
- 1978年（昭和53年）8月 - 体育館照明水銀灯完成。
- 1979年（昭和54年）3月 - 中庭完成。バックネットスプリンクラー設置。
- 1980年（昭和55年）6月 - プール改修工事完了。
- 1981年（昭和56年）10月 - 体育館床張替内装工事完了。
- 1982年（昭和57年）9月 - 下水道に浄化槽汚水直結工事完了。
- 1983年（昭和58年）12月 - 北校舎と体育館の渡り通路新設。
- 1985年（昭和60年）4月〜5月 - 教育相談室完成。
- 1988年（昭和63年）3月 - 創立四十周年記念式典挙行。
- 1990年（平成2年）
  - 3月 - 格技室・プール増改築落成。
  - 9月 - 校庭整備。コンピューター室、図書室改修。
- 1992年（平成4年）8月 - 北校舎改修工事。多目的室・新和室等落成。
- 1993年（平成5年）9月 - 南校舎改修工事。教育相談室三部屋落成。
- 1994年（平成6年）9月 - 北校舎東側とトイレ改修工事完了。
- 1997年（平成9年）10月 - 創立五十周年記念式典挙行。
- 1999年（平成11年）9月 - 耐震工事完了。
- 2000年（平成12年）8月 - 体育館屋根全面張替。
- 2001年（平成13年）8月 - 技術科室、家庭科室改修。
- 2002年（平成14年）10月 - 北校舎外壁塗装（北側）、屋上フェンス改修。自転車置場新設。
- 2005年（平成17年）9月 - 北校舎特別教室冷暖房設置工事完了。
- 2006年（平成18年）8月 - 南校舎特別教室冷暖房設置工事完了。
- 2007年（平成19年）
  - 10月 - 創立六十周年記念式典挙行。
  - 11月 - 世田谷区立中学校創立六十周年合同記念式典挙行。
- 2010年（平成22年）10月 - 北校舎西側トイレ改修工事完了。
- 2013年（平成25年）4月 - 地域運営学校に指定。
- 2014年（平成26年）
  - 6月 - プール塗装工事完了。
  - 8月 - 格技室天井撤去工事完了。
- 2015年（平成27年）9月 - 北校舎外部改修工事完了。
- 2017年（平成29年）
  - 9月 - 南校舎外部改修工事完了。
  - 11月 - 創立七十周年記念式典挙行。

## 教育目標
- 校内スローガン「一生懸命がかっこいい」
- 学ぶ意欲を育てる「自ら進んで学ぼう」。
- 優れた社会性、奉仕の精神を育てる「みんなのために働こう」。
- 人間愛に充ちた心を育てる「豊かな心を育てよう」。

## 最寄り駅
- 京王線桜上水駅 徒歩10分[2]
- 京王線下高井戸駅・東急世田谷線松原駅 徒歩15分
- 小田急小田原線経堂駅 徒歩20分

## 部活
運動部
　男女ソフトテニス部
　サッカー部
　野球部
　陸上部
　男子バスケットボール部
　女子バスケットボール部
　男子バレーボール部
　女子バレーボール部
　男女バドミントン部
文化部
　演劇部
　吹奏楽部
　美術部
　茶道部
　緑のボランティア部